# José Gomes de Oliveira Lima

Armas do primeiro barão de São José, as mesmas das famílias Monsanto, Lima e Silva.

José Gomes de Oliveira Lima, primeiro barão de São José (Mariana, 3 de setembro de 1793 — Rio Preto, 17 de julho de 1872), foi um proprietário rural brasileiro e tenente-coronel da Guarda Nacional.
Casou-se com Maria Rosa do Espírito Santo. O título faz referência a sua propriedade rural em Minas Gerais.
Ele faleceu em 17 de julho de 1872 em Rio Preto - Minas Gerais e foi sepultado em 18 de julho de 1872 na Capela de Nossa Senhora do Rosário em Rio Preto, Minas Gerais.